# Askar Akáyev
Askar Akáyevich Akáyev (Аскар Акаевич Акаев) o Askar Akáiev (Kyzyl-Bairak, 10 de noviembre de 1944) es un académico y político kirguiso, que fue Presidente de la República Kirguisa desde la independencia del país en 1991, hasta su derrocamiento en 2005. Miembro del liderazgo de la República Socialista Soviética de Kirguistán, Akáyev llegó al poder en octubre de 1990, al ser elegido por el Sóviet Supremo como presidente. Tras el golpe de agosto y la disolución de la Unión Soviética, Akáyev declaró la independencia de su país y fue legitimado por un referéndum popular como primer presidente del nuevo estado. Fue reelegido por un abrumador margen en 1995, esta vez en elecciones directas.
Durante su presidencia, a diferencia de los países vecinos, el gobierno kirguiso era considerado mucho más liberal a los estándares de Asia Central, siendo considerado como "Parcialmente Libre" y "electoralmente democrático" por Freedom House. Sin embargo, el gobierno de Akayev fue ampliamente visto como corrupto e ineficiente. Además, iniciando la década de 2000, luego de obtener un tercer mandato en unas cuestionadas elecciones, comenzó a dar giros autoritarios.
A partir de 2002, la oposición a Akayev comenzó a crecer y se realizaron protestas callejeras contra su gobierno. El descontento fue aumentando hacia 2005, al acercarse los próximos comicios presidenciales. Ante esta situación, Akayev prometió no presentarse a un cuarto mandato. Sin embargo, en febrero de ese año, se celebraron elecciones legislativas, en las que la coalición oficialista "Adelante, Kirguistán!", obtuvo la victoria en medio de acusaciones de fraude electoral y con dos de los hijos de Akayev, Aidar y Bermet, recibiendo escaños, lo que llevó a pensar que Akayev realizaría una sucesión presidencial dinástica. El 22 de marzo de 2005 ocurrió un estallido social, con los manifestantes exigiendo la invalidación de los resultados de las elecciones legislativas y la renuncia de Akayev. Ante la posibilidad de una guerra civil, Akayev presentó su renuncia el 23 de marzo y se exilió del país. Su dimisión no fue legalmente reconocida hasta el 11 de abril.
Su derrocamiento, conocido como Revolución de los Tulipanes, fue en gran medida espontáneo y careció de un líder auténtico, por lo que tras la renuncia de Akayev se desató casi inmediatamente una lucha de poder que llevaría al establecimiento del régimen de Kurmanbek Bakíev, y a su eventual derrocamiento por medio de una revuelta similar, la cual establecería una democracia parlamentaria que rige hasta la actualidad.

## Biografía

### Primeros años
Akayev nació en Kyzyl-Bairak, el 10 de noviembre de 1944. Akáyev se graduó del Instituto de Mecánica y Óptica Finas de San Petersburgo en 1967, donde obtuvo un bachillerato con honores en matemáticas, ingeniería, e informática. Obtuvo después un diploma de doctorado en 1981 del Instituto de Física e Ingeniería de Moscú, después de haber escrito su tesis doctoral. Se convirtió en miembro de la Academia de Ciencias de la República Socialista Soviética de Kirguistán en 1984, vicepresidente de esta misma academia en 1987, y presidente en 1989. Fue elegido como el diputado en el Verjovny Sovet (Верховный Совет, Sóviet Supremo de la Unión Soviética ese mismo año.
Akáyev empezó a trabajar como maestro en 1977 en el Instituto Politécnico de Biskek. Unos miembros de su Gabinete Presidencial eran sus amigos y estudiantes.

## Presidencia

### Llegada al poder y elecciones
En el 25 de octubre de 1990, el Sóviet Supremo de la URSS consideró a Akayev como candidato a la presidencia. Dos candidatos se enfrentaron para conseguir la presidencia del país: Apás Jumagúlov y Absamat Masaliyev, pero ellos no pudieron juntar una mayoría de votos en el Sóviet Supremo necesitados para ganar. Dos días después, el 27 de octubre de 1990, el Sóviet Supremo eligió a Akáyev como presidente de la república. Durante este período, Kirguistán se opuso al intento de golpe de Estado en la Unión Soviética en agosto de 1991.

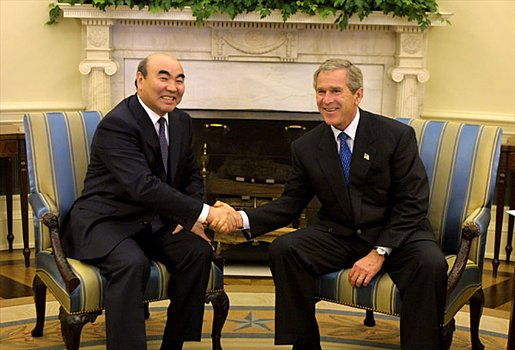
Akayev junto al Presidente de los Estados Unidos George Bush en 2002.

Akayev fue visto inicialmente como un líder liberal. Comentó en una entrevista de 1991 que "Aunque soy comunista, mi actitud básica hacia la propiedad privada es favorable. Creo que la revolución en la esfera de la economía no fue hecha por Karl Marx, sino por Adam Smith", Después del intento de golpe, tras la declaración formal de independencia de Kirguistán de la Unión Soviética, Akayev fue elegido como primer jefe de Estado del nuevo país con el 95.4% de los votos, en unas elecciones sin oposición y como candidato independiente, el 13 de octubre de 1991.
El 5 de mayo de 1993, tras una reforma constitucional, el país cambió su nombre de República de Kirguistán a República Kirguisa. Todavía en aquella época varios analistas políticos lo consideraban el único presidente democrático de Asia Central. Entre 1994 y 1996 se celebraron dos referéndums constitucionales. El primero entregaba más poder al presidente, mientras que el segundo aumentaba el número de escaños en la Asamblea Legislativa de 35 a 60, reducir el de la Cámara de Representantes de 70 a 45, y limitar el nivel de inmunidad legal de los parlamentarios, más algunas reformas en la propiedad privada y la libertad de prensa. Akayev fue reelegido en 1995, aventajando a Absamat Masaliyev, del Partido de los Comunistas de Kirguistán con el 72.4% de los votos, en las primeras elecciones en la historia kirguisa donde había más de un candidato.
En las elecciones presidenciales de 2000, Akayev resultó reelegido con más del 70% de los votos. Sin embargo, los comicios fueron considerados fraudulentos por gran parte de los observadores internacionales. En 2003, Akayev organizó otro referéndum destinado a aumentar el poder del Presidente, someter la continuidad de su mandato a votación, y hacer unicameral al parlamento. También reducía el papel de la Corte Constitucional, a pesar de que le daba el poder para supervisar la constitucionalidad de los partidos políticos, organizaciones sociales y organizaciones religiosas. Los cambios fueron aprobados por amplios márgenes.

### Política exterior
Tras la independencia, Kirguistán abandonó el rublo y adoptó el Som en mayo de 1993. Akayev se excusó alegando que la moneda rusa era demasiado inflacionaria para estabilizar la economía. Esto provocó que Kazajistán y Uzbekistán suspendieran temporalmente el comercio con el país, pero lo reanudaron en 1994. Uzbekistán en la actualidad domina el sur del país, debido a la fuerte presencia étnica uzbeka y al comercio de gas natural altamente necesario para el país. La dependencia económica de Rusia también se mantuvo. En 1995, Akáyev intentó vender las compañías rusas que controlaban las acciones de veintinueve grandes plantas industriales de la república, una oferta que Rusia rechazó tajantemente. Después de presionar con fuerza para su inclusión, Kirguistán se convirtió en miembro de la unión aduanera que Rusia, Bielorrusia y Kazajistán establecieron en febrero de 1996.

### Oposición a su mandato

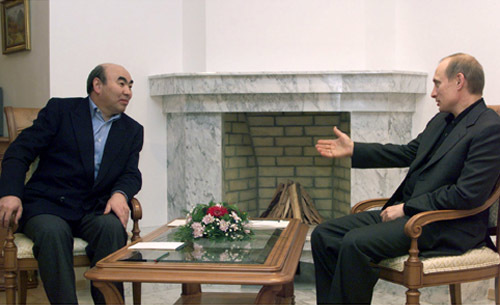
Akáyev junto al Presidente de Rusia Vladímir Putin en 2002.

Las primeras manifestaciones sucedieron en marzo del 2002, más de 2000 personas marcharon por la ciudad de Jalal-Abad. De acuerdo a testigos, la policía pidió a los manifestantes que pararan y les dieron quince minutos para irse, pero a pesar de sus palabras abrieron fuego antes de dejar pasar dicho periodo. Seis personas murieron, y 61 fueron heridas (de ellas 47 eran policías y 14 ciudadanos).
En mayo de ese mismo año, la policía de nuevo se enfrentó con los manifestantes en Biskek. La gente pidió la renuncia de Akáyev durante esta protesta, así como en otra que tuvo lugar en noviembre del 2002. En el 2003, la cámara baja del parlamento Kirguiz le concedió a Akáyev inmunidad eterna contra persecuciones legales. Las manifestaciones continuaron durante los años siguientes, con leves interrupciones. En diciembre de 2004, luego del triunfo de la Revolución Naranja en Ucrania, que llevó al poder a Víktor Yúshchenko, Akáyev dio un discurso en donde otorgó el nombre a la revolución que acabaría con su gobierno, pues acusó públicamente a Occidente de intentar provocar una "Revolución de los Tulipanes", en su contra, y declaró que en Kirguistán no tendrían "ninguna revolución de colores".
Después de las elecciones legislativas del 2005, las manifestaciones se tornaron violentas. Algunos altercados empezaron a surgir en las ciudades de Osh y Jalal-Abad, de los cuales se produjeron 10 muertos. El gobierno pronto anunció que estaba dispuesto a negociar con los manifestantes. Un líder de la oposición rechazó estas negociaciones a no ser que el presidente Akáyev tomara parte en ellas.
Akáyev rechazó abandondar del poder, pero juró no utilizar métodos violentos para terminar las manifestaciones, las cuales, según sus palabras, fueron organizadas por fuerzas extranjeras conspirando para cambiar el gobierno. El 23 de marzo, Akáyev despidió a su ministro del interior, Bakirdín Subanbékov, y a su procurador general, Myktybek Abdyldáyev, por su "trabajo pésimo" en sus tentativas a cesar las manifestaciones contra el gobierno.

### Revolución de los Tulipanes
Akáyev había prometido dejar su posición de presidente cuando llegara a su término final en el 2005, pero la posibilidad de una sucesión presidencial dinástica había sido discutida. Su hijo, Aidar Akáyev, y su hija, Bermet Akáyeva, fueron candidatos en la elección legislativa del 2005. Tras las mismas, el 24 de marzo de 2005, manifestantes inundaron la residencia presidencial en la capital de Kirguistán de Biskek, y tomaron el control del estado después de enfrentarse con la policía durante una enorme revuelta basada en alegaciones de fraude durante el reciente período de elecciones.
Los miembros de la oposición también tomaron el control de ciudades y pueblos importantes en el sur de Kirguistán, demandando que Akáyev renunciara después de dichas alegaciones de fraude. Ese día, Akáyev huyó del país con su familia. Su ubicación actual exacta no es conocida. Primero huyó a Kazajistán y luego voló a Rusia, país donde se sospecha que está escondido. Recientemente, el presidente ruso Vladímir Putin anunció que Akáyev recibió asilo político por parte de la Federación Rusa. Un representante de la Organización para la Seguridad y la Cooperación en Europa reportó que no tenían información sobre el paradero de Akáyev. 

## La Medalla de Oro Kondratieff
En 2012 recibió la Medalla de Oro Kondrátiev de la Fundación Internacional N. D. Kondratieff y la Academia Rusa de Ciencias Naturales (RAEN).

## Publicaciones
- Holographic Memory. New York, NY: Allerton Press, 1997.
- Log-Periodic Oscillation Analysis Forecasts the Burst of the “Gold Bubble” in April – June 2011 // Structure and Dynamics 4/3 (2010): 1-11.
- Technological development and protest waves: Arab spring as a trigger of the global phase transition // Technological Forecasting & Social Change 116 (2017): 316–321.